# Leia unicolor
Leia unicolor är en tvåvingeart som först beskrevs av Johannes Winnertz 1863.  Leia unicolor ingår i släktet Leia och familjen svampmyggor.
Artens utbredningsområde är Tyskland. Inga underarter finns listade i Catalogue of Life.